# Oscar Villano

## Trayectoria

### Argentina
Óscar "Kiko" Villano debutaría con el Club Atlético Huracán donde disputa 64 partidos entre 1956 y 1960.
Después de 4 temporadas toma nuevos rumbos y ficha con Banfield donde su excelente nivel lo llevó a que en apenas 3 temporadas sumara más de 110 partidos con el club donde anotó 4 goles y toma rumbos internacionales.

### Millonarios
Luego de 7 años jugando profesionalmente en su natal Argentina decide tomar rumbos internacionales y llega a Bogotá por pedido explícito del entrenador Néstor Rossi "El Pipo".
Inicialmente iba a jugar como volante de marca pero decidieron colocarlo como defensor central y allí rápidamente se destacó por ser fuerte, aguerrido, sudar la camiseta además de ser un gran capitán. Durante toda su estadía alternó la posición con el canterano José Ignacio Muñoz. 
Con el cuadro embajador Villano ostenta el récord de ser el extranjero con más partidos disputados con un total 249 encuentros en los que anotó 14 goles y celebró la décima estrella del club.
Villano, es catalogado como uno de los mejores futbolistas extranjeros que han vestido la casaca embajadora dejando su nombre en las páginas doradas del club.

## Clubes
| Club                   | Div.          | Temporada     | Liga  | Liga  | Copa Libertadores | Copa Libertadores | Total | Total |
| Club                   | Div.          | Temporada     | Part. | Goles | Part.             | Goles             | Part. | Goles |
| ---------------------- | ------------- | ------------- | ----- | ----- | ----------------- | ----------------- | ----- | ----- |
| Huracán Argentina      | 1.ª           | 1956-60       | 64    | 0     | -                 | -                 | 64    | 0     |
| Banfield Argentina     | 1.ª           | 1961-66       | 110   | 4     | -                 | -                 | 110   | 4     |
| Millonarios · Colombia | 1.ª           | 1967-73       | 279   | 14    | 10                | 0                 | 289   | 14    |
| Total carrera          | Total carrera | Total carrera | 453   | 18    | 10                | 0                 | 463   | 18    |

## Palmarés

### Campeonatos nacionales
| Título           | Club        | País     | Año  |
| ---------------- | ----------- | -------- | ---- |
| Primera División | Millonarios | Colombia | 1972 |

### Distinciones individuales
| Distinción                                                                      | Año                |
| ------------------------------------------------------------------------------- | ------------------ |
| Futbolista extranjero con más partidos diputado en Millonarios (279 encuentros) | Vigente desde 1970 |